# Ротан, Густав
Гюстав Ротан (фр. Gustave Rothan; 24 марта 1822, Страсбург — январь 1890, Палланцено) — французский дипломат, историк и публицист, коллекционер искусства.
В 1847—1860 годах служил секретарём французского посольства во Франкфурте-на-Майне, Берлине и Брюсселе, генеральным консулом во Франкфурте на Майне (1867), поверенным в делах при ганзейских городах и соседних странах (1868—1870), до сентября 1870 г. — посланником во Флоренции. После заключения в 1871 году Франкфуртского мира вышел в отставку.
Занялся литературной деятельностью. В 1879—1890 годах опубликовал серию книг о политической истории Франции и её соседей в 1866—1870 годах. Сочинения Ротана написаны добросовестно и со знанием дела и особенно ценны приложенными к ним документами, между прочим — собственными дипломатическими донесениями Ротана. Помимо сочинения книг, увлекался коллекционированием живописи, несколько раз выставлял свою коллекцию.
За свои труды был награждён премией Французской академии. За критику действий Пруссии немецкое правительство в 1885 году запретило Ротану въезд в Эльзас, хотя он родился в этом регионе и имел собственность в коммуне Люттенбак-пре-Мюнстер.
Дочь, Мари Ротан (1861—1963), в 1895 г. вышла замуж за Пьера де Кубертена, отец которого был давним знакомым Ротана.

## Избранные публикации
- «La politique française en 1866» (Париж, 1879),
- «Souvenirs diplomatiques: L’affaire du Luxembourg» (1882),
- «L’Allemagne et l’Italie 1870—1871» (1884—1885),
- «La France et sa politique extérieure en 1867» (1887; 2-е изд., 1894),
- «La Prusse et son roi pendant la guerre de Crimée» (1888),
- «L’Europe et l’avènement du second empire» (1890).